# Allium hermoneum
Allium hermoneum är en amaryllisväxtart som först beskrevs av Fania Weissmann- Kollmann och Shmida, och fick sitt nu gällande namn av Brullo, Guglielmo, Pavone och Sa. Allium hermoneum ingår i släktet lökar, och familjen amaryllisväxter. Inga underarter finns listade i Catalogue of Life.